# Ombres (musique)
Ombres, op. 64 constitue le recueil majeur pour piano de Florent Schmitt. 
Composé entre 1912 et 1917, cette suite comporte trois mouvements et sa durée d'exécution est d'environ une demi-heure.

## Structure
1. J'entends dans le lointain : large et soutenu
2. Mauresque : modéré
3. Cette ombre, mon image : calme

Le titre de la première partie est tiré d'après la phrase tirée des Chants de Maldoror de Lautréamont « j'entends dans le lointain des cris prolongés de la douleur la plus poignante », le compositeur faisant alors référence à la Première Guerre Mondiale, contemporaine de son écriture. Au niveau pianistique, le côté virtuose fait qu'il a été comparé au Gaspard de la nuit de Maurice Ravel.
La seconde partie est, en fait, la première écrite, dès 1912.
Le titre de la dernière partie est basé sur un vers de Walt Whitman « cette ombre, mon image, qui va et vient cherchant sa vie ».